# Reginald Vospernik
Reginald Vospernik, slovenski kulturni in politični delavec, učitelj ter dolgoletni ravnatelj Zvezne gimnazije za Slovence v Celovcu na avstrijskem Koroškem, * 9. maj 1937, Podravlje (nem. Föderlach) v občini Vernberk na avstrijskem Koroškem.

## Življenje in delo
Reginald Vospernik izhaja iz znamenite slovenske družine v Vernberku. Stric Matija Vospernik je bil dolgoletni župan občine za časa avstro-ogrske monarhije, Janez Vospernik pa soustanovitelj slovenske zadružne zveze v Celovcu. Družina je bila tarča zasledovanj za časa koroškega plebiscita ter potem še enkrat za časa nacizma, ko je bil tudi on 14. aprila 1942 kot otrok razglašen za narodu sovražen in deportiran v nemška prisilna taborišča.
Gimnazijo je obiskoval na Plešivcu. Tam je sodeloval v Katoliški slovenski dijaški družini, ki je izdajala list Kres.
Na Dunaju je končal študij germanistike in slavistike, opravil doktorat leta 1961 ter postal istega leta učitelj na Zvezni gimnaziji za Slovence v Celovcu. Med letoma 1978 in 2000 je bil njen ravnatelj.
V Celovcu je predaval na Pedagoški akademiji in na univerzi. Med letoma 1978 in 1998 je vodil skupnost slovenistov in bil član izpitne komisije za slovenščino na univerzi ter za osnovne, glavne, politehnične in posebne šole.
Njegova hči Cornelia Vospernik je novinarka in dela kot dopisnica iz Rima za ORF.

## Politične funkcije
Reginald Vospernik je bil tudi dejaven v Narodnem svetu koroških Slovencev, NSKS. Bil je njegov tajnik med letoma 1962 in 1968, njegov predsednik med letoma 1968 in 1972 ter podpredsednik med letoma 1972 in 1976.
Kot zastopnik NSKSa je bil aktiven v Federalistični uniji evropskih narodnostnih skupin, FUENS ter bil njen predsednik med letoma 1982 in 1986.

## Znanstvena in poljudnoznanstvena ustvarjalnost
Reginald Vospernik se je vsa leta tudi znanstveno angažiral in redno objavljal v slovenskem in nemškem tisku številne prispevke o narodnostnopolitičnem položaju slovenske skupnosti na avstrijskem Koroškem ter o slovenskem slovstvu in o kulturi na Koroškem. 
Med letoma 1984 in 1994 je bil glavni urednik Celovškega zvona. Soavtor je znamenite dvojezične antologije Das slowenische Wort in Kärnten - Slovenska beseda na Koroškem (Dunaj 1985), urednik letnih poročil Zvezne gimnazije za Slovence ter zbornika gimnazije ob njeni 40-letnici leta 1997.

## Delo (izbor)
- Das slowenische Wort in Kärnten - Slovenska beseda na Koroškem (Dunaj 1985)
- Celovška knjiga - pesmi, zgodbe pričevanja, Celovec, Mohorjeva 2004, ISBN: 978-961-213-134-0
- Reginald Vospernik: Kronika Vospernikovih – Chronik der Familie Vospernik, samozaložba, Podravlje 2006;
- Reginald Vospernik: Zweimal aus der Heimat vertrieben – Die Kärntner Slowenen zwischen 1919 und 1945 – Eine Familiensaga, Klagenfurt/Celovec, 2011; 2. izd./Aufl. 2023, ISBN:978-3-7086-1261-4.